# Курандег
Курандег (перс. كورنده) — село в Ірані, у дегестані Шірджу-Пошт, у бахші Рудбоне, шагрестані Ляхіджан остану Ґілян. За даними перепису 2006 року, його населення становило 1009 осіб, що проживали у складі 313 сімей.

## Клімат
Середня річна температура становить 14,86 °C, середня максимальна – 28,46 °C, а середня мінімальна – 0,89 °C. Середня річна кількість опадів – 1153 мм.
| Клімат поселення                              | Клімат поселення | Клімат поселення | Клімат поселення | Клімат поселення | Клімат поселення | Клімат поселення | Клімат поселення | Клімат поселення | Клімат поселення | Клімат поселення | Клімат поселення | Клімат поселення | Клімат поселення |
| Показник                                      | Січ.             | Лют.             | Бер.             | Квіт.            | Трав.            | Черв.            | Лип.             | Серп.            | Вер.             | Жовт.            | Лист.            | Груд.            |                  |
| Середній максимум, °C                         | 9,87             | 9,70             | 12,17            | 17,68            | 21,87            | 25,88            | 28,46            | 28,20            | 25,30            | 20,80            | 16,05            | 11,82            |                  |
| Середня температура, °C                       | 5,44             | 5,30             | 7,76             | 13,26            | 17,45            | 21,49            | 24,60            | 24,39            | 21,44            | 17,00            | 12,22            | 8,00             |                  |
| Середній мінімум, °C                          | 1,05             | 0,89             | 3,34             | 8,84             | 13,04            | 17,05            | 20,80            | 20,56            | 17,63            | 13,14            | 8,40             | 4,17             |                  |
| Норма опадів, мм                              | 104              | 88               | 83               | 42               | 44               | 34               | 32               | 61               | 139              | 224              | 171              | 131              |                  |
| Середньомісячна швидкість вітру, м/с          | 2.40             | 2.50             | 2.50             | 2.50             | 2.46             | 2.71             | 2.60             | 2.30             | 2.18             | 2.13             | 2.10             | 2.18             |                  |
| Середньомісячна сонячна радіація, кДж/м²·день | 7044             | 9104             | 11019            | 15430            | 19738            | 21653            | 22246            | 18546            | 15090            | 10676            | 8584             | 6655             |                  |
| --------------------------------------------- | ---------------- | ---------------- | ---------------- | ---------------- | ---------------- | ---------------- | ---------------- | ---------------- | ---------------- | ---------------- | ---------------- | ---------------- | ---------------- |
| Джерело:                                      |                  |                  |                  |                  |                  |                  |                  |                  |                  |                  |                  |                  |                  |